# بي. إتش فيرتشايلد
بي. إتش فيرتشايلد (بالإنجليزية: B. H. Fairchild)‏ هو شاعر أمريكي، ولد في 1942 في هيوستن في الولايات المتحدة.